# Murray Halberg
Sir Murray Gordon Halberg (7. července 1933 Eketahuna – 30. listopadu 2022) byl novozélandský atlet, běžec středních a dlouhých tratí, olympijský vítěz v běhu na 5000 metrů z roku 1960.
V mládí utrpěl úraz, při kterém si poranil levou ruku. Poté se věnoval běhání. Na olympiádě v Melbourne v roce 1956 obsadil v běhu na 1500 metrů 11. místo. V roce 1958 zaběhl jako první novozélandský běžec 1 míli pod 4 minuty.
Před olympiádou v Římě se zaměřil na dlouhé tratě. Zvítězil v olympijském finále na 5000 metrů a skončil 5. na dvojnásobné trati. O rok později vytvořil čtyři světové rekordy, všechny na mílových tratích. Na tokijské olympiádě v roce 1964 doběhl 7. na desetikilometrové trati, v běhu na 5 kilometrů vypadl v rozbězích.
V roce 1988 byl povýšen do šlechtického stavu.

## Vyznamenání
- člen Řádu britského impéria – 1961[1]
- Řád Nového Zélandu – 2008[2]